# Марц, Ирина Андреевна
Ирина Андреевна Марц (род. 30 июня 1959 года) — российский художник, член-корреспондент Российской академии художеств (2012).

## Биография
Родилась 30 июня 1959 года.
В 1982 году — окончила факультет художественно-технического оформления печатной продукции Московского полиграфического института.
С 1986 года — член Московского Союза художников.
В 2012 году — избрана членом-корреспондентом Российской академии художеств.

### Семья
- Отец — Андрей Валерианович Марц (1924—2002), российский и советский скульптор-анималист, заслуженный художник РСФСР, член-корреспондент РАХ (2000).
- Мать — Людмила Викторовна Марц (род. 1935), советский и российский искусствовед, член-корреспондент РАХ (2007).

## Творческая деятельность
Основные произведения: «Москва», «По Святой Земле», «Абрамцево и вокруг», « По Италии»; художественное оформление и дизайн изданий: «Игорь Пчельников», «Стенопись Элеонора Жарёнова», «Путеводитель по музею Востока», «Виктор Корнеев. Скульптура», «Анатолий Комелин. Мастерская», Альманах «Панорама искусств» 1-4 выпуски.
Произведения находятся в Государственном Русском музее, Московском музее современного искусства, Рязанском областном художественном музее имени И. П. Пожалостина, Государственном историко-художественном и литературном музее «Абрамцево», Историко-художественном музее «Новый Иерусалим».
Художник-постановщик фильмов И. А. Попова «Котёнок», «Новый год в ноябре».

## Награды
- Премия имени Виктора Попкова (2005)